# Quiksilver Bodyboard Pro
 (mars 2023).
Si vous disposez d'ouvrages ou d'articles de référence ou si vous connaissez des sites web de qualité traitant du thème abordé ici, merci de compléter l'article en donnant les références utiles à sa vérifiabilité et en les liant à la section « Notes et références ».
Le Quiksilver Bodyboard Pro est une épreuve du championnat du monde de bodyboard masculin disputée en 2001 sur le spot de L'Ermitage, à Saint-Paul de La Réunion, dans le sud-ouest de l'océan Indien. Elle est dédiée à la mémoire de David Legleye[Qui ?].